# Snijbrander

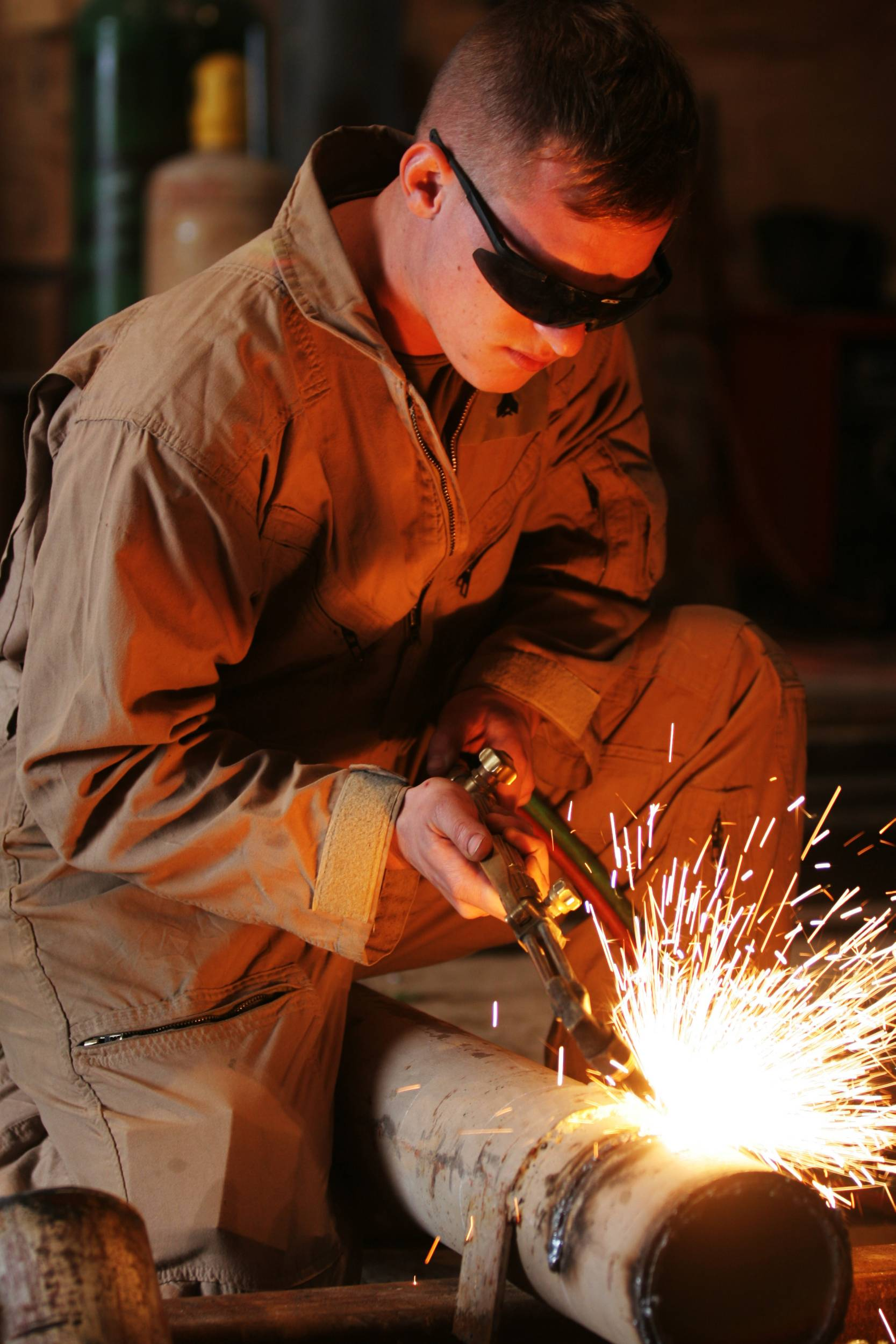
Een stalen buis wordt doorgesneden met een snijbrander.

Een snijbrander is een apparaat dat is bestemd om voorwerpen te scheiden door middel van verbranding. In tegenstelling tot het mechanische snijden, is hier sprake van snijden door middel van een chemische (oxidatie-)reactie.

## Kenmerken
In tegenstelling tot wat vaak gedacht wordt, wordt niet gebruikgemaakt van het smelten van het te snijden materiaal, maar van verbranding. Door middel van toevoer van een zeer brandbaar gas in combinatie met een overmaat aan zuurstof wordt het materiaal eerst verhit, waarna het overgebleven zuurstof gebruikt wordt om de verbranding van het te snijden materiaal in stand te houden.
Het snijden op deze manier gaat snel, doordat er bij het verbranden van het ijzer veel hitte vrij komt, waardoor de reactie in stand wordt gehouden. Het gebeurt veel sneller, met minder energieverbruik en minder lawaai dan wanneer eenzelfde snee gemaakt wordt met een haakse slijper. Bovendien is het mogelijk om zeer diepe sneden te maken.
Snijbranden is alleen mogelijk bij materialen waarbij voldoende verbrandingswarmte vrijkomt om de reactie in stand te houden. Staalsoorten met een hoog koolstofgehalte kunnen hiermee niet bewerkt worden, omdat het smeltpunt daarvan te hoog ligt en omdat de vrijkomende slak niet voldoende weggeblazen wordt maar aan het smeltbad plakt, waardoor het onderliggende materiaal van zuurstof wordt afgeschermd en de reactie stopt. Brandkasten worden om die reden gemaakt van materiaal dat zeer moeilijk met een snijbrander te snijden is.

## Mechanisme
Snijden met een snijbrander gebeurt in twee fasen:
1. Voorverwarmen: voordat ijzer verbrandt, moet het eerst verwarmd worden tot het roodgloeiend is: de temperatuur waarop het onder invloed van zuurstof verbrandt. In die fase wordt alleen genoeg zuurstof toegevoegd om het gas te laten branden.
2. Snijden; het daadwerkelijke verbranden van het te snijden materiaal, onder toevoeging van extra zuurstof, volgens de reactie: 4 Fe + 3 O2 → 2 Fe2O3. Het verbranden van ijzer is een exotherme reactie; de warmte die daarbij vrijkomt is voldoende om het snijden op gang te houden, zolang voldoende zuurstof aanwezig is.

Het ijzeroxide dat gevormd wordt tijdens het snijden, heeft een veel lager smeltpunt dan het ijzer zelf, en vloeit uit het snijgebied. Het stolt verderop, zodra het voldoende is afgekoeld en vormt daar een slak, die later mechanisch verwijderd moet worden.
Het is belangrijk dat de juiste hoeveelheid zuurstof wordt toegevoegd. Te weinig zuurstof veroorzaakt een te langzame en moeizame snij-actie; te veel zuurstof geeft een te brede en uitgeholde snee.

## Bruikbare gassen
Er wordt gewerkt met een zeer brandbaar gas in combinatie met zuivere zuurstof. Door zuivere zuurstof te gebruiken in plaats van lucht (dat slechts 21% zuurstof bevat) ontstaat een aanzienlijk hetere vlam.
De brandstof die het meest gebruikt wordt, is ethyn (acetyleen). Andere gassen die gebruikt worden, zijn propeen, propaan, waterstofgas en gasmengsels zoals MAPP-gas (methylacetyleen-propadieen-propaan), aardgas en lpg. Ook kunnen vloeibare brandstoffen worden gebruikt zoals benzine.
De vlam die vrij komt bij de verbranding van ethyn is het heetste, en hiermee kunnen de mooiste sneden worden gemaakt. Hiertegenover staat wel een forse prijs en bovendien vergt het extra veiligheidsmaatregelen omdat het een tamelijk instabiel gas is. Daarom wordt voor de goedkopere gassen gekozen als snijkwaliteit minder belangrijk is dan de kosten. Dit is onder andere het geval bij sloopwerkzaamheden.

## De snijbrander

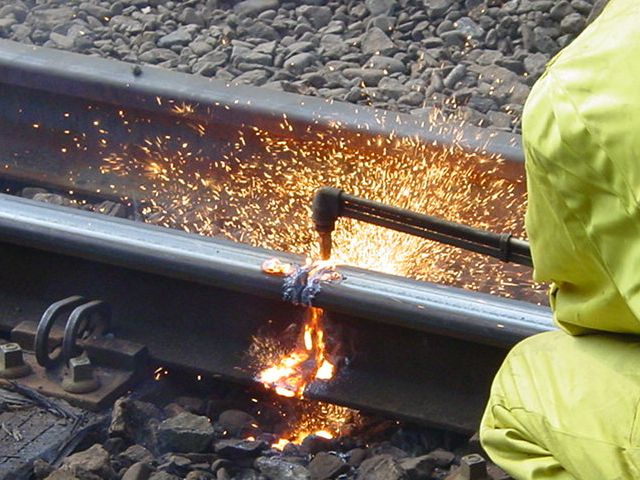
Het doorsnijden van een spoorrail met een snijbrander.

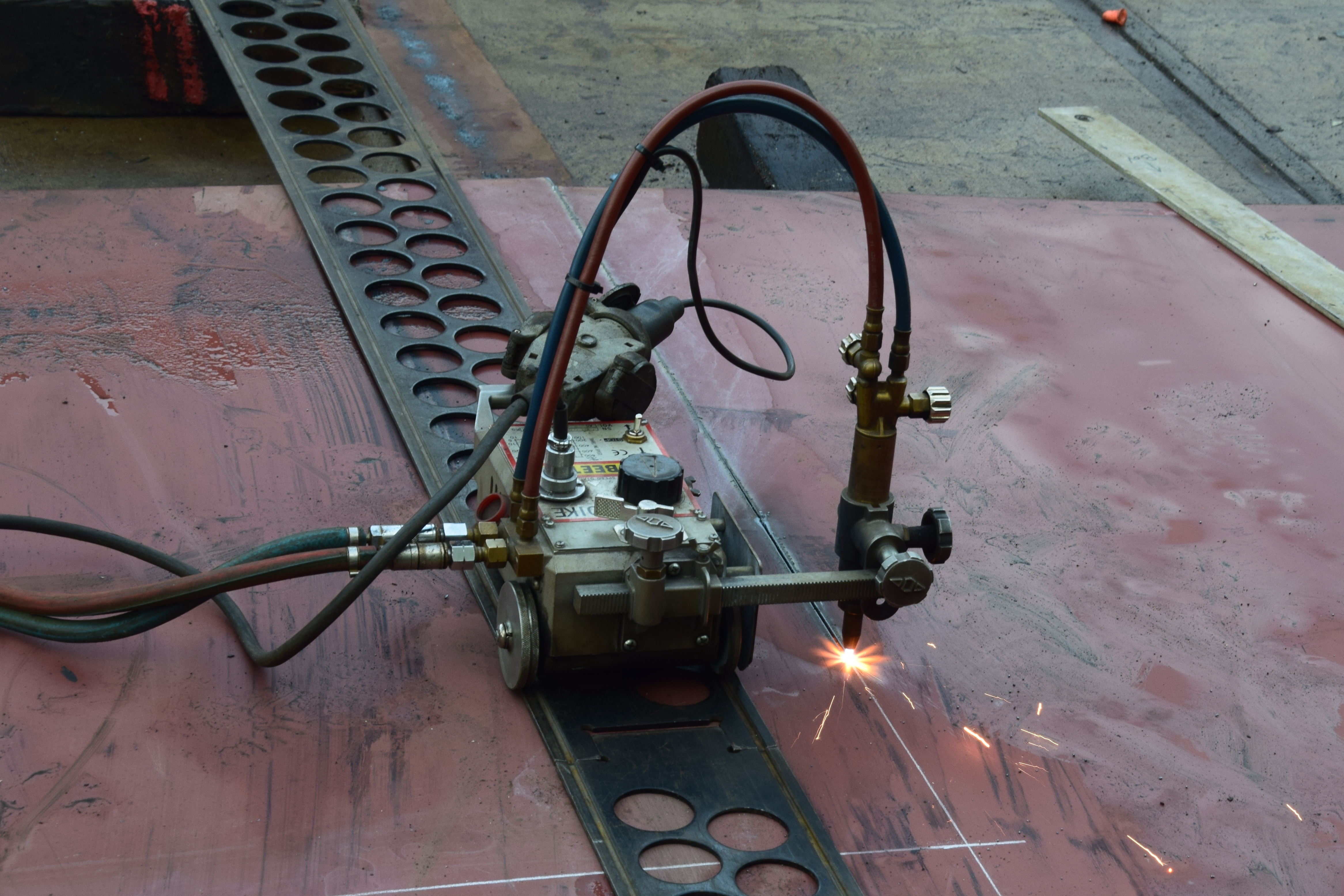
Het snijden van platen voor het vlak van een binnenschip

Een snijbrander vertoont qua opbouw sterke overeenkomst met een brander die gebruikt wordt voor autogeen lassen, maar bij het autogeen lassen wordt ervoor gezorgd dat er géén overdaad aan zuurstof aanwezig is, zodat het materiaal niet verbrandt. De snijbrander is uitgerust met een extra knop voor het toevoegen van extra zuurstof, om het juist wel te laten verbranden.
De snijbrander heeft een kop die doorgaans onder een hoek van 90 graden staat. Centraal is de zuurstoftoevoer; eromheen zijn de mondstukken voor toevoeging van de brandstof. Afhankelijk van de gebruikte brandstof worden verschillende mondstukken gebruikt die op die brandstof zijn afgestemd.
De snijbrander heeft een knop waarmee omgeschakeld kan worden van voorverwarmen naar snijden. Bij het indrukken van die knop wordt een nauwe bundel zuurstof onder hoge druk op het werkstuk geblazen, dat niet alleen voor de verbranding zorgt maar ook de ontstane oxide wegblaast uit de snee.
Het is ook goed mogelijk snijbranders geautomatiseerd te gebruiken, met robots. Daarbij worden vaak specifieke mondstukken gebruikt voor bepaalde toepassingen, omdat een robot in staat is zeer gecontroleerde bewegingen te maken en daarmee nauwkeurig bepaalde sneden kan maken.